# Ighil Ouberouak
Ighil Ouberouak (en berbère : Iɣil Uvarwaq, en tifinagh : ⵉⵖⵉⵍ ⵓⴲⴰⵔⵡⴰⵇ, en arabe : إغيل أو برواق) est un village de la grande Kabylie situé a 13 km de chef-lieu de Tizi Ouzou dans la région de Betrouna, Wilaya de Tizi Ouzou, en Algérie.
Il est constitué principalement de quatre quartiers : El-Hara-Oufella (traduit : "Quartier d'En-Haut"), le Centre du village où est construite la première école primaire GHANINE Moh-Ouhemmou et où se trouve Thighilt (Tiɣilt : point de correspondance stratégique avec vue imprenable sur la ville de Tizi-Ouzou au Nord et la montagne du Djurdjura à l'Est). El-Hara Nat-Ali et enfin, El-Hara Imenguellaten.

## Toponymie
Le nom de village signifie "la crête des asphodèles".

## Transport
La seule route carrossable du village le traverse longitudinalement et mène  d’un côté vers Taamurit en passant par Kemmouda (Iqemmuden)  et de l’autre, vers Agarwaw en passant par Taarquvt et Taddart Oufella (Taddart Ufella).
Taamurit et Agarwaw sont des points d’arrêt des transports en commun  sur la route départementale 147 qui mène, dans un sens  à Boghni (Vuɣni) via Maatkas (Maatqa) et Mechtras (Amecras) et, dans l’autre sens, à Tizi-Ouzou.

## Géographie
Le village se limite au : 
- Nord : Village de Lemchâa et Kemmouda
- Est : Forêt d'Amejoud
- Ouest : Kemmouda et Taddart oufella
- Sud : Mezdatta et Taddart oufella.

## Ressource hydrique

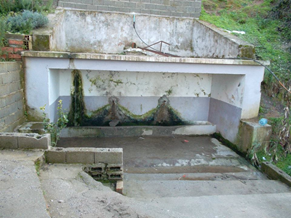
Fontaine Tala-Umalu (Photo prise par betrouna-ivethronen postée sur FB)

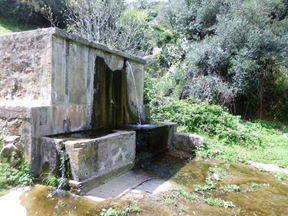
Fontaine L’Aïnsar Ihevriyen (Photo prise par betrouna-ivethronen postée sur FB)

Avant l'arrivée de l'eau courante dans les années 70, le village était alimenté par deux fontaines. La première est Tala-Umalu, partagée avec les villages de Tighilt-Ouhemza (Tiɣilt-Uhemza) et de Kemmouda (Iqemmuden).  La deuxième est L'Aïnsar Ihevriyen,  partagée avec le village de Taarkoubt (Taarquvt).